# Watercombe
Watercombe var en civil parish från 1858 till 1983 då den blev en del av Crossways och Owermoigne, i grevskapet Dorset, i England. Civil parish var belägen 9 km från Dorchester och hade 44 invånare år 1971. Byn nämndes i Domedagsboken (Domesday Book) år 1086, och kallades då Watrecome/Watrecoma.